# Said Daftari
Said Daftari (persană: سعید دفتری) (n. 26 noiembrie 1982, Bergisch Gladbach, Germania) este un fotbalist afgano-german care în prezent este liber de contract.